# ندا آقاسلطان
ندا آقاسلطان (Nedā Āghā-Soltān؛ ۳ بهمن ۱۳۶۱ – ۳۰ خرداد ۱۳۸۸) یکی از کشته‌شدگان اعتراضات به نتیجه انتخابات دهم ریاست‌جمهوری ایران بود. وی در جریان اعتراضات مردمی به نتایج انتخابات خرداد ۱۳۸۸ در ۳۰ خرداد ۱۳۸۸ در محلهٔ امیرآباد تهران در خیابان کارگر شمالی، تقاطع خیابان شهید صالحی و کوچهٔ خسروی به ضرب گلوله کشته شد. انتشار فیلم کوتاهی از لحظات جان سپردن او که با تلفن همراه گرفته شد، بازتاب‌های فراوانی در رسانه‌های جهان به دنبال داشت. به نوشتهٔ نشریهٔ تایم، لحظهٔ جان سپردن او به پربیننده‌ترین مرگ یک انسان در تاریخ بشریت تبدیل شد.
آرش حجازی، پزشک و نویسنده‌ای که شاهد ماجرا بوده، می‌گوید که تلاش ناموفقی برای جلوگیری از خون‌ریزی و مرگ او انجام داده است. او عامل قتل آقاسلطان را یکی از موتورسواران شبه نظامی بسیج می‌داند که برای مدت کوتاهی توسط مردم معترض دستگیر شد. این متهم به قتل که بعدها از وی با نام عباس کارگرجاوید یاد شد، یک سال بعد از مرگ ندا از سوی دادگاه برای ادای توضیحات فرا خوانده شد اما ناپدید شد. این واقعه در پی آنچه عفو بین‌الملل «چراغ سبز علی خامنه‌ای در نماز جمعه ۲۹ خرداد ۱۳۸۸ به نیروهای سپاهی، بسیجی و انتظامی برای سرکوب معترضان» می‌خواند، اتفاق افتاد. آقاسلطان خارج از ایران و در ایران، به‌عنوان نماد «ندای اعتراض ایرانیان» و «ندای آزادی‌خواهی ایرانیان» و «نماد صدای اعتراض دموکراسی خواهان» در این اعتراضات شناخته شده است. برخی از او به عنوان «فرشته آزادی» یاد کرده‌اند. نیروهای امنیتی نظام جمهوری اسلامی ایران، با تحت فشار قرار دادن خانوادهٔ آقاسلطان، از آنان خواستند تا به محل دیگری منتقل شوند.
در آذر سال ۱۳۹۸، هاجر رستمی، مادر آقاسلطان ضمن همدردی با خانواده‌های کشته‌شدگان اعتراضات آبان ۱۳۹۸ ایران گفت:
«ماه‌های اول بود، چند نفر از هلال احمر آمدند دیدن ما. من اجازه ورود به خانه را ندادم و در حیاط با آنان صحبت کردم. گفتم برای چه آمدید؟ گفتند برای دلجویی از شما. گفتم من احتیاجی به دلجویی شما ندارم. بعد یک مقدار هدایا آوردند برای من که آنها را هم قبول نکردم؛ ولی به اصرار گفتند که باید به رسم یادبود قبول کنید. هدایا را آوردم خانه باز کردم. یکی از آنها متن دلجویی آقای خامنه‌ای بود که بلافاصله برگرداندم به هلال احمر.»
او دربارهٔ پرداخت دیه ندا آقاسلطان نیز گفت: «قاضی شهریاری گفت که دیه را قبول کن. گفتم نه، من دیه را نمی‌خواهم. قاتل ندا را برای من پیدا کنید. دیه به کار من نمی‌خورد.»
«در روزنامه ایران خواندم که بنیاد شهید می‌خواهد ندا را شهید اعلام کند. پیام فرستادم و گفتم هیچ وقت این کار را نکنید، ندا را شهید اعلام نکنید. من اجازه همچین کاری را به شما نمی‌دهم. ما فقط خواستار اجرای عدالتیم و دلجویی و دیه به هیچ درد ما نمی‌خورد.»— هاجر رستمی، ایران اینترنشنال

## زندگی
ندا آقاسلطان؛ ۳ بهمن ۱۳۶۱ در یک خانواده‌ای متوسط در تهران به دنیا آمد، وی ساکن تهران و فرزند دوم خانواده بود، پدرش کارمند با درآمد متوسط و مادرش خانه‌دار است. پس از یکسال تحصیل در رشته الهیات در دانشگاه آزاد اسلامی، به دو دلیل از ادامه تحصیل انصراف داد. دلیل اول جو و فشارهای مضاعف از جانب مسئولان دانشگاه برای ظاهر و حجاب وی و دلیل دوم فشار و مخالفت اطرافیان از جمله خانواده همسر سابق او به نام امیر بود. او تصمیم گرفت در صنعت توریسم فعالیت کند. به همین دلیل در کلاس‌های خصوصی به فراگیری زبان ترکی پرداخت و قصد داشت به عنوان راهنمای تورهای مسافرتی مشغول به کار شود که پس از آشنایی‌اش با کاسپین ماکان، فیلمساز، خبرنگار و عکاس ایرانی در ترکیه، از این تصمیم منصرف و به حرفه فیلمسازی و عکاسی روی آورد.

### قتل

ندا آقاسلطان لحظاتی پیش از جان‌سپاری

#### روایت شاهدان عینی
به‌گفتهٔ هاجر رستمی مطلق، مادر ندا آقاسلطان، او و ندا هر روز در تجمعات شرکت می‌کرده‌اند، اما به دلیل بیماری خونی نتوانسته است دخترش را در روز حادثه همراهی کند و ندا به همراه استادش، حمید پناهی (معلم موسیقی ندا آقاسلطان) به تظاهرات رفت. روزنامه تایمز از قول حمید پناهی معلم موسیقی آقاسلطان می‌نویسد که او و ندا به قصد شرکت در تظاهرات میدان آزادی در روز ۳۰ خرداد به سمت تظاهرات با ماشین در حرکت بودند. به گفته پناهی، آقاسلطان فعال سیاسی نبود، ولی نسبت به نتیجه انتخابات ناراحت بود. خانواده و نامزدش به او اصرار کرده بودند که در خانه بماند اما او در پاسخ گفته بود که از مرگ نمی‌هراسد: «نگران نباشید، فقط یک گلوله است و پس از آن همه چیز تمام می‌شود». او به نامزدش گفته بود که اگر هم فرزندی داشتند، او را به روی دوش می‌گرفت و به تظاهرات می‌رفت.
آرش حجازی، نویسنده ایرانی که شاهد وقوع ماجرا بوده است و تلاش وی برای جلوگیری از خون‌ریزی و مرگ ندا آقاسلطان بی‌نتیجه می‌ماند، عامل قتل را از موتور سواران بسیج می‌داند. به گفته وی، هنگام مشاهده یکی از اعتراضات، ناگهان پلیس ضد شورش اقدام به پرتاب گاز اشک‌آور به سمت معترضان می‌کنند و موتورسواران نیز به سمت معترضان یورش می‌برند که باعث می‌شود جمعیت (که ندا هم در میان آن‌ها بود) در طول خیابان خسروی شروع به دویدن کنند. جمعیت در تقاطع خیابان خسروی و خیابان صالحی به تدریج در حال متفرق شدن بود، اگر چه هنوز چند نفری ایستاده بودند تا ببینند چه باید بکنند. حجازی ادامه می‌دهد که «ناگهان صدای شلیکی شنیدیم. از دوستم که کنارم ایستاده بود پرسیدم که چی بود؟ گلوله بود؟ او گفت که می‌گویند گلوله‌های پلاستیکی می‌زنند. در همان لحظه من برگشتم و دیدم که خون از سینه ندا که در چند متری من ایستاده بود فواره می‌زند». ندا آقاسلطان که برای لحظه‌ای با ناباوری خون‌ریزی خود را مشاهده می‌کند، تعادل خود را از دست داده و بر زمین می‌افتد. تلاش حجازی برای جلوگیری از خون‌ریزی مجروح در ناحیه اصابت گلوله که به گواه او از روبرو شلیک شده و کمی پایین‌تر از ناحیه گردن بوده، نتیجه نداده و ندا آقاسلطان در کمتر از ۷ دقیقه جان می‌سپارد. او ابتدا گمان کرده که تیراندازی از روی یک پشت بام انجام شده است. اما کمی بعد تظاهرکنندگان را دیده است که مرد مسلح موتورسواری را به عنوان ضارب گرفته‌اند. حجازی می‌گوید: مردم برای مدت کوتاهی شخص موتورسوار را دستگیر و خلع سلاح می‌کنند و کارت شناسایی‌اش را که نشان از بسیجی بودن اوست، از او گرفته و همزمان چند تن از آنان، اقدام به گرفتن عکس از او می‌نمایند. ضارب که به نظر می‌رسیده شلیک به ندا را انکار نمی‌کند، در میان جمعیت خشمگین فریاد می‌زند که «من نمی‌خواستم او را بکشم». معترضان مستاصل از این که با او چه بکنند، تحویل دادن او به پلیس را بی‌فایده دانسته و بیم آن داشتند که خود نیز بازداشت و گرفتار شوند. از این روی پس از گرفتنِ عکس از چهره و کارت بسیجِ ضارب، او را رها می‌کنند. حجازی که دانشجوی یکی از دانشگاه‌های جنوب انگلستان است و پس از این رویداد به انگلستان رفته است، معتقد است که به علت در میان گذاشتن اطلاعات در مورد قتل ندا آقاسلطان، بازگشت دوباره او به ایران بسیار مخاطره‌آمیز خواهد بود.
حمید پناهی معلم موسیقی آقاسلطان که هنگام قتل، همراهش بوده، می‌گوید اعتراض او مسالمت‌آمیز و بدون هرگونه خشونتی بود. شخص یا اشخاصی که ندا آقا سلطان را کشتند در مقابل خداوند پاسخگو خواهند بود.

#### روایت منابع با یک واسطه مرتبط با شاهدان عینی

آرش حجازی در صحنه جانسپاری ندا آقاسلطان.

به گفتهٔ هاجر رستمی مطلق، مادر ندا آقاسلطان، از آنجایی که به علت بیماری‌اش نتوانسته است همراه دخترش به تجمعات برود
«قرار شد تلفنی با هم [با ندا] در تماس باشند. او ادامه می‌دهد: من از شب قبل دلشوره داشتم. اصرار داشتم ندا نرود. اما او نپذیرفت و همراه استادش به خیابان رفت. من در طول مسیر مدام با ندا در تماس بودم. در آخرین تماس ندا گفت گاز اشک‌آور زده‌اند و ما داخل یک کوچه فرعی هستیم تا سوار ماشین شویم. نزدیک ساعت شش و نیم بعدازظهر بود که استادش تماس گرفت و گفت پای ندا تیر خورده است. ما سراسیمه خودمان را رساندیم به بیمارستان شریعتی. ابتدا کسی چیزی به من نمی‌گفت اما وقتی فهمیدم، از هوش رفتم و دیگر چیزی متوجه نشدم. می‌گویند ندا دشمن شخصی داشته است، مگر ندا چه کاره بود که دشمن شخصی داشته باشد. او نه وکیل بود، نه وزیر بود. یک جوان ساده که مانند دیگر جوانان کشورش نسبت به سرنوشت خود و جامعه‌اش حساس بوده، همین.»
کاسپین ماکان، (نامزد ندا آقاسلطان) ماجرا را در مصاحبه با بی‌بی‌سی فارسی این‌گونه بیان کرده است:
وقتی که این اتفاق افتاد، ندا از درگیری‌ها دور بود، یعنی در خیابان‌های فرعی نزدیک امیرآباد بود. حدود یک ساعتی با استاد موسیقی اش پشت ترافیک در اتومُبیل نشسته بود، کلافه و خسته از گرما از ماشین پیاده می‌شود. اما بنابر تصاویری که مردم ارسال کرده‌اند، احتمالاً نیروهای لباس شخصی و بسیجی در تیراندازی با نشانه‌گیری به قلبش می‌زنند. چند دقیقه بیشتر طول نکشید، بیمارستان شریعتی نزدیک بود، حاضران سعی می‌کنند ندا را با اتومبیل به اورژانس ببرند اما قبل از انتقال به بیمارستان، در میان دستان استاد موسیقی اش جان می‌دهد. جسدش را دیروز با زحمت زیاد توانستیم تحویل بگیریم. البته جسد ندا در پزشکی قانونی تهران نبود، در پزشکی قانونی خارج از تهران بود. مسئولان پزشکی قانونی خواستند که بخش‌هایی از بدنش از جمله قسمتی از استخوان رانش را بگیرند، پزشکی قانونی نگفت برای چه کسی اعضا را می‌خواهد استفاده کند، هیچ توضیحی در این زمینه داده نشد. خانواده موافقت کرد برای اینکه زودتر جسد را تحویل بگیرند، چون ممکن بود همین موضوع باعث تعویق تحویل جسد بشود. جسد ندا آقاسلطان را در قطعه‌ای از بهشت زهرا، یکشنبه ۳۱ خرداد هنگام عصر دفن کردیم، البته کسانِ دیگری را هم که در درگیری‌ها کشته شده بودند آنجا آورده بودند، انگار منطقه از پیش برای این افراد تعیین شده بود. مقامات امنیتی ایران طی حکم‌های مختلف به بیمارستان‌ها، کلینیک‌ها، جراحان و پزشکی قانونی عنوان کرده بودند که نباید گواهی فوت بر اثر شلیک گلوله صادر شود، مسلماً به این دلیل که در آینده شکایات بین‌المللی توسط خانواده‌ها به عمل نیاید. البته من هنوز برگه ترخیص ندا را ندیده‌ام اما در چند روز آینده از پدرش برگه را می‌گیرم.
 ماکان همچنین در مصاحبه با بی‌بی‌سی فارسی عکس‌هایی که گفته می‌شود ندا آقاسلطان را قبل از درگیری در تظاهرات نشان می‌دهد تکذیب کرده و می‌گوید: «به نوعی به نظر می‌رسد طرفداران آقای موسوی ندا را به او ربط داده‌اند. اما این‌طوری نیست. ندا فوق‌العاده به من نزدیک بود، ندا هرگز طرفدار هیچ‌یک از این دو گروه نبود، ندا خواهان آزادی بود، آزادی برای همه.» از طرفی خبرگزاری آسوشیتدپرس با ارایه روایت دیگری از ماکان ذکر می‌کند که در آن صحبت، از «قصد آقاسلطان برای پیوستن به تظاهرات» اشاره و علی‌رغم تلاش ماکان برای منصرف کردن آقاسلطان، او به تظاهرات با هدف به‌دست آوردن مردم سالاری و آزادی برای همه مردم ایران رفته است.
کاسپین ماکان شش روز پس از کشته شدن ندا و به دلیل افشای جزئیات قتل و مشخصات اصلی ندا پس از محاصره منزلش توسط نیروهای امنیتی بازداشت و به مدت دوماه در زندان و زیر شکنجه به سر می‌برد. سازمان عفو بین‌الملل در ۱۴ شهریور ۱۳۸۸ اعلام کرد که کاسپین ماکان مدتی است که بدون پوشش خبری بازداشت و زیر شکنجه قرار دارد. عفو بین‌الملل با صراحت از مقامات ایرانی می‌خواهد تا اقدامات فوری در جهت حفاظت کاسپین ماکان از شکنجه یا بدرفتاری‌های دیگر اعمال نماید و اطمینان حاصل نماید که وی به قصد امضای هیچ گونه «اعترافی» تحت فشار قرار نگیرد. سرانجام ماکان پس از دوماه از زندان آزاد شده و از ایران خارج شد.

## واکنش‌های مقامات و رسانه‌های داخلی
سید احمد خاتمی عضو هیئت رئیسه مجلس خبرگان و امام جمعه موقت تهران نیز در نماز جمعه پنجم تیر به این موضوع اشاره کرد و آن را کار خود معترضان که او «اغتشاش‌گران» نامید، دانست: «در اغتشاشات اخیر، یک خانم کشته شد، اوباما برایش اشک تمساح ریخت و غرب معرکه گرفت. هر عاقلی که فیلمش را ببیند متوجه می‌شود کار خود اغتشاشگران است. به‌گونه‌ای که از جایی که ماشین این خانم هم پارک شده است عکس گرفته‌اند. این خانم در کوچه خلوت بوده است. در کوچه خلوت که نمی‌کشند، دستگیر می‌کنند. معلوم است که اگر کار نظام بود، در خیابان برخورد می‌کرد.»
عزت‌الله ضرغامی گفته بود «سی‌ان‌ان و بی‌بی‌سی یک به یک برخی تصاویر ساختگی مثل مرگ همان خانم (ندا آقا سلطان) را به نمایش گذاشتند و بعد آقایی به نام آرش حجازی در این زمینه جوسازی کرد و اکنون نیز گم و گور شده و پیدایش نیست را به راه انداختند…». سفیر ونزوئلا نیز تعریف می‌کرد که «در دور دوم انتخابات این کشور نیز چنین صحنه‌ای نظیر مرگ آن خانم را در آن کشور به راه انداختند و این سناریو هم در آنجا پیاده شد و می‌خواستند بگویند که رای آقای چاوز هم ساختگی است؛ اما موفق نشدند.»
- بر اساس گزارش ایرنا در زمان حادثه یعنی عصر شنبه در محل این قتل یعنی خیابان امیرآباد شمالی هیچ درگیری خاصی رخ نداده و محل تیرخوردن، از محل ناآرامی‌های عصر شنبه ۳۰ خرداد یعنی خیابان آزادی بسیار دور بوده است.[۲۷][۲۸][۲۹][۳۰][۳۱]

### روایت‌های مختلف دیگر
در مورد قتل ندا آقاسلطان در رسانه‌های حامی یا نزدیک به دولت، روایت‌های مختلف و متفاوتی ارائه شده است:
- مهدی کلهر، مشاور رسانه‌ای محمود احمدی‌نژاد، ندا آقاسلطان را «دختر ساده‌ای دانست که خود را جلوی دوربین به مردن زد و سپس در آمبولانس به دست پزشک فراری به انگلیس (آرش حجازی) کشته شده». وی همچنین ادعا کرد که: «به معنای اسم ندا آقاسلطان توجه کنید. ترجمه اسمش به انگلیسی می‌شود فریاد آقای شاه؛ یعنی این مملکت با سابقه ۳۰ سال جمهوری اسلامی به جایی نرسید و باید آقای رضا پهلوی برگردد».[۳۴]
- روز ۲۱ خرداد ۱۳۸۹ فیلمی به نام «تقاطع» از شبکه ۳ تلویزیون ایران پخش شد. در این فیلم فرض‌های مختلف دربارهٔ قتل ندا طرح شد. گروه مجاهدین خلق یک‌نفر را در ایران می‌کشد. خانواده ندا، دعوت سازندگان این فیلم را برای حضور در آن، رد کردند.[۳۵]
- سفیر ایران در مکزیک در مصاحبه با سی‌ان‌ان اسپانیولی، ادعا کرد که احتمالاً عامل قتل، سازمان سیا است.[۳۶][۳۷]

آرش حجازی ضمن انتقاد از این فیلم، آن را از این جهت که شش ادعای ضدونقیض قبلی دولت ایران:
۱-زنده بودن و زندگی ندا در یونان ۲-جعلی بودن فیلم کشته‌شدن ندا ۳-واقعی نبودن اصابت گلوله به ندا و وجود پمپ خون در دستش ۴-قاتل بودن حجازی ۵-اصابت گلوله به سر ندا ۶-تکذیب حضور عباس کارگرجاوید، بسیجی حاضر در صحنه را رد می‌کند، مهم دانست.

### رسانه‌های رسمی و واکنش‌ها
رسانه‌های رسمی و وابسته به جمهوری اسلامی ضمن مشکوک قلمداد کردن این حادثه واکنش‌ها متفاوتی ار اعلام کردند.
- به گفته تابناک خبرگزاری فارس مدعی شد که ندا آقاسلطان زنده است[۳۹]
- رجا نیوز هم به نقل از صدا و سیمای جمهوری اسلامی ایران علام کرد که آرش حجازی قاتل اصلی ندا است[۴۰]
- از دیگر موارد مطروحه می‌توان به همکاری ندا با قاتلین خود (مطرح شده توسط صدا و سیما) و پروژه خواندن این موضوع در از سوی برخی مخالفان نظام و شبکه‌های جاسوسی غربی برای ضربه زدن به جمهوری اسلامی توسط روزنامه وطن امروز نام برد[۴۱]
- روزنامه جوان، ارگان سپاه پاسداران مدعی شد که خبرنگار سرویس بی‌بی‌سی، برای قتل ندا سلطان، اوباش را اجیر کرده‌بود.[۴۲]
- خبرگزاری رسمی ایرنا مدعی شد که شواهد به دست آمده توسط کارشناسان انتظامی و امنیتی کشور، این فرضیه را تقویت می‌کند که ندا آقاسلطان اشتباهاً به عنوان خواهر یکی از اعضای مجاهدین خلق اعدام شده مازندرانی، از سوی تک تیراندازان این گروه هدف قرار داده شد.[۴۳][۴۴]^

## خاکسپاری و مراسم یادبود
به‌گفتهٔ کاسپین ماکان، نامزد ندا آقاسلطان، «دوشنبه یکم تیرماه ساعت دو و نیم قرار بود در مسجدی در خیابان شریعتی بالاتر از سید خندان مراسم یادبود برگزار شود، اما بسیجیان و مسئولان مسجد اجازه برگزاری ندادند چون به نظرشان هرج‌ومرج می‌شود و نمی‌خواهند درگیری به وجود آید. چون می‌دانند که ندا مظلومانه رفت و می‌دانند که همه مردم در ایران و خارج از ایران متأسف شدند، شاید پیش‌بینی می‌شد جمع کثیری از مردم حاضر شوند، به هر صورت فعلاً اجازه برگزاری هیچ مراسم عمومی را نداده‌اند». روز دوشنبه ۱ تیر ۱۳۸۸ مراسم گرامیداشت ندا با حضور هزار نفر در میدان هفت تیر برگزار شد. حدوداً ۵۰۰ نفر از افرادِ گارد ضدشورش و بسیج میدان را محاصره کرده بودند. گروهی از رانندگان عبوری نیز با به صدا درآوردن بوق اتومبیل خود با تظاهر کنندگان ابراز همبستگی کردند. تعداد ۶۰ نفر از این افراد دستگیر شدند
به نوشته گاردین دولت ایران برای جلوگیری از مراجعه مردم به منزل ندا آقاسلطان برای ابراز تسلیت به خانواده او، با هدف جلوگیری از تجمع، خانواده ندا را وادار به خروج از منزل و انتقال به مکان دیگری کرده است. خیابان محل سکونت ندا نیز تحت کنترل پلیس است.

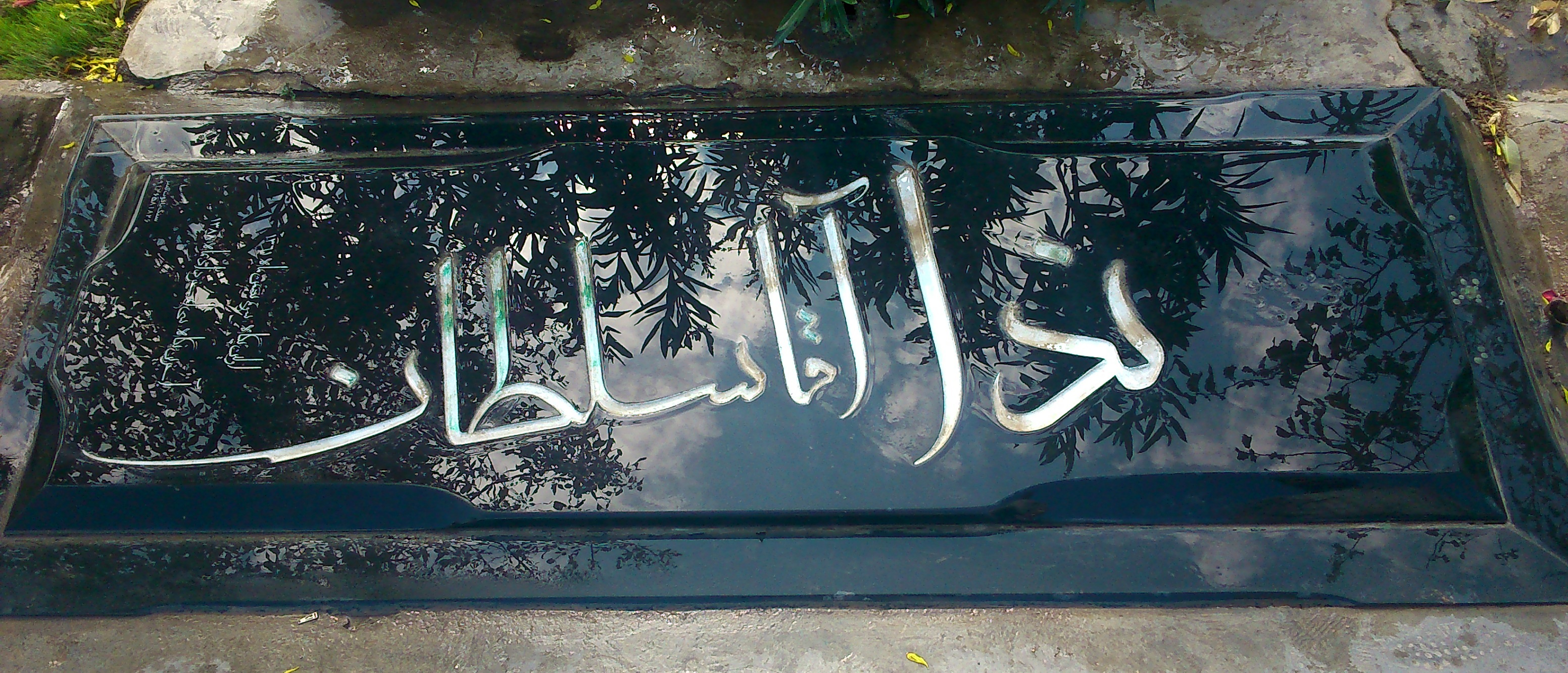
سنگ آرامگاه ندا آقاسلطان که تصویر وی بر روی قبر تخریب شده است.

### ریختن زباله در محل قتل
آرش حجازی، پزشکی که سعی کرده ندا آقاسلطان را نجات دهد، می‌گوید شاهد بوده یک ماشین حمل زباله بر روی گل‌هایی که مردم بعداً در محل قتل ندا آقاسلطان گذاشته بودند، آشغال خالی کرده است.

### سرکوب اجتماع مادران عزادار
اجتماع مادران عزادار که با حضور خانواده‌های بسیاران از جوانانی که توسط نیروهای امنیتی و بسیجی کشته شده بودند (از جمله خانواده ندا) در پارک لاله تهران از سوی نیروهای حکومتی سرکوب شد.

## بازتاب

شماره ۲۳ ژوئن ۲۰۰۹
روزنامه تایمز لندن با تصویر اشتباهی ندا سلطانی. در تیتر نوشته شده: «من ندا هستم، چهرهٔ غمگین ایران»

تصاویر و عکس‌های ندا آقا سلطان بلافاصله در سایت‌ها و رسانه‌های خبری مختلف در سراسر جهان به عنوان نمادی از کشته شدگان درگیری‌های پس از انتخابات ریاست جمهوری در ایران منتشر شد. مجله تایم تصویر وی را به عنوان یکی از ۱۰ نماد اعتراضی برتر دنیا انتخاب کرد. باراک اوباما با دیدن فیلم قتل او در کاخ سفید، به خبرنگاران گفت که دیدن این فیلم «مایه دل‌شکستگی» است. او افزود «ما زنان شجاعی را مشاهده کرده‌ایم که در برابر سبعیت و تهدیدها ایستادگی کرده‌اند، و تصویر آزاردهنده زنی را دیده‌ایم که در خیابان تا حد مرگ خون‌ریزی کرد.» برای چندین روز شبکه‌های تلویزیونی عمده آمریکا به‌طور دائم تصاویر ویدئویی لحظه جان دادن ندا آقاسلطان را پخش نمودند. به گزارش مرکز تحقیقاتی پیو، ویدیوی مرگ آقاسلطان در هفته آخر ماه ژوئن میلادی پربیننده‌ترین ویدیوی خبری در سایت یوتیوب بوده است. برخی از هنرمندان نیز به این اتفاق واکنش نشان دادند از جمله پرترهٔ تیم اوبرایان که لحظهٔ فوت وی را به تصویر کشید و ترانهٔ شاهین نجفی در وصف مرگ ندا آقاسلطان.
باراک اوباما همچنین در واکنش به خبر دریافت جایزه صلح نوبل سال ۲۰۰۹ گفت: «این جایزه باید با همهٔ کسانی که برای دستیابی به عدالت و کرامت انسانی تلاش می‌کنند تقسیم شود… با زن جوانی که با وجود خطر کتک یا گلوله خوردن، با آرامش برای دست یابی به حق خود راهپیمائی می‌کند…» صحبت اوباما از زن جوان اشاره‌ای به ندا آقاسلطان تعبیر شد.
محمود احمدی‌نژاد روز هشتم تیر در نامه‌ای به محمود هاشمی شاهرودی خواستار رسیدگی جدید به موضوع قتل آقاسلطان شد. در این نامه آمده است: «با توجه به حاشیه‌سازی‌های فراوانی که در خصوص این حادثه دلخراش صورت گرفته و شانتاژ تبلیغاتی وسیع رسانه‌های بیگانه و قراین و شواهد فراوان دیگر، دخالت مخالفان و معاندین ملت ایران برای بهره‌برداری‌های سوء سیاسی و مشوه نمودن چهره پاک جمهوری اسلامی قطعی به نظر می‌رسد.»
جامعه فلاسفه آمریکا مرگ آقاسلطان را به خانواده، دوستان و هم شاگردی‌های او تسلیت گفت. در این بیانیه آمده است که «ندا به عنوان یک دانشجوی فلسفه به خوبی به اهمیت و ارزش مناظره استدلالی آگاه بوده است.»
احمدی مقدم، فرمانده نیروی انتظامی جمهوری اسلامی، به خبرنگاران گفت: «قتل ندا یک سناریو بوده است و هیچ ربطی به اغتشاش‌های تهران ندارد». وی همچنین اعلام کرد که آرش حجازی یکی از شاهدان قتل آقاسلطان به علت «سمپاشی علیه نظام جمهوری اسلامی» و «جنجال‌سازی در مورد کشته شدن ندا آقاسلطان» توسط وزارت اطلاعات و پلیس بین‌الملل (اینترپل) تحت تعقیب است.
اما به گزارش رادیو فردا، دفتر مطبوعاتی پلیس بین‌الملل اعلام کرد، هیچ‌گونه درخواستی از مقامات ایران برای پیگرد آرش حجازی دریافت نکرده است.
همچنین شعارنویسی‌هایی با عنوان "مرگ بر خامنه‌ای قاتل ندا در نقاط مختلف شهر انجام شد.
در رم نیز توسط شهرداری خیابانی به نام ندا نامگذاری شد.
تایمز لندن ندا آقاسلطان را به عنوان فرد سال ۲۰۰۹ برگزید.
همچنین صحنه جان سپردن ندا آقا سلطان به عنوان بهترین فیلم خبری سال ۲۰۰۹ شناخته شد. جایزه روزنامه‌نگاری جورج پولْک تصویربردار ناشناسی که با استفاده از گوشی تلفن همراه صحنه قتل ندا آقا سلطان را ضبط کرده است نیز به عنوان بهترین تصویربردار خبری سال شناخته‌شد.
در ژوئن ۲۰۱۰ منوچهر متکی که به منظور دیدار و گفتگو با چند مقام غربی به اروپا سفر کرده بود، هنگام ورود به مقر پارلمان اروپا با نمایندگانی روبرو شد که تصاویری از ندا در دست داشتند. استروان استیونسون، نماینده حزب محافظه کار بریتانیا در پارلمان اروپا نیز، در حالی که عکس ندا را در دست داشت، به حضور وزیر خارجه جمهوری اسلامی در پارلمان اروپا اعتراض کرد و منوچهر متکی را «آدمکش» خطاب کرد.

## آثار و فعالیت‌های فرهنگی-هنری پیرامون ندا
«نه مُرده‌ای، نه می‌میری
همیشه زنده می‌مانی،
حیات جاودان داری
نِدای خلق ایرانی.»
سیمین بهبهانی

### شمس لنگرودی
شمس لنگرودی شعری با مطلع زیر برای ندا سرود:
دخترم!
سنت‌شان بود
زنده به گورت کنند
تو کشته شدی
ملتی زنده به گور می‌شود.
ببین که چه آرام سر بر بالش می‌گذارد
او که پول مرگ تو را گرفته
شام حلال می‌خورد.
تو فقط ایستاده بودی.

### فرامرز اصلانی
فرامرز اصلانی ترانه‌ای با نام «برای همهٔ نداهای ایران» اجرا کرد.
در سکوتی بودیم که ندایی برخاست.
از ته تاریکی چه صدایی برخاست.
نه ز یک جا که همه اهل جهان فهمیدند
کین گل پرپر باغ ز چه جایی برخاست.

### کاسپین ماکان
کاسپین ماکان، نامزد ندا، دو شعر به نام‌های «برای ندا» و «پژواک جانم» را برای او سروده و فیلم کوتاهی برای «پژواک جانم» ساخت.
برای ندا
... قلب آکنده از مهرت، سراسر وجودم
طعم بهتر بودن را با تو چشیدم اما
در فراقت، فرسود، دل جوانم
با رفتن تو، زخم عمیقی به جان نقش بست
که سوزش این زخم، یادگار ماندگار توست
از گذشته خزونی در بهاران پیش رو مانده
اکنون شوق جان سپردن دارم
آنگاه آزادم که بوسه بر سیمای مرگ نهم.

### رپ
خوانندگان سبک رپ در ایران و خارج از ایران ترانه‌هایی در مورد ندا منتشر کردند. از این میان می‌توان از شاهین نجفی نام برد.
هیچ‌کس خواننده رپ ایرانی در ترانه «یه روز خوب میاد» به اسم ندا اشاره می‌کند.

### دوچرخه سواری دور دنیا

مجسمه یادبود ندا در دستان امیرحسین احمدی و حسن علیزاده - نیویورک

امیرحسین احمدی و حسن علیزاده که یک بار دور دنیا را با دوچرخه طی کرده بودند اعلام کردند که تور جدیدی را برای رساندن پیام مظلومیت و بیگناهی مردم ایران و زنده نگاه داشتن نام کشته شدگان از جمله ندا آغاز کردند.

### بورس تحصیلی ندا آقاسلطان در دانشگاه آکسفورد
در اکتبر سال ۲۰۰۹، کوئینز کالج در دانشگاه آکسفورد در انگلستان به منظور یادبود ندا آقاسلطان، دورهٔ بورس تحصیلی ندا آقاسلطان برای دوره‌های کارشناسی ارشد و دکترای رشته فلسفه را تأسیس کرد. داوطلبان ایرانی یا ایرانی‌تبار در دریافت این بورسیه ارجحیت دارند. این اقدام با اعتراض شدید سفارت ایران در لندن مواجه شد که این بورسیه را موجب خدشه‌دار شدن شأن علمی این دانشگاه، دورافتادن از اهداف آکادمیک و به خدمت مطامع سیاسی درآمدن خوانده است.

### تندیس‌های ندا
پاولا سلیتر، مجسمه‌ساز آمریکایی سه تندیس برنزی جداگانه از ندا آقاسلطان بنام «فرشتهٔ ایران» ساخت که در اکتبر و نوامبر ۲۰۰۹ از آن‌ها به ترتیب در کاخ هنرهای زیبای شهر سانفرانسیسکو و «کنفرانس بزرگداشت زنان ایرانی» در شهر واشینگتن دی سی پرده‌برداری شد. یکی از تندیس‌ها در ساختمان شهرداری سانفرانسیسکو به‌طور دائم قرار خواهد داشت. و تندیس دیگر به نامزد ندا، کاسپین ماکان و خانواده ندا اهدا شد.

### صحنهٔ قتل ندا، جایزهٔ بهترین فیلم خبری سال ۲۰۰۹
در تاریخ ۱۶ فوریهٔ ۲۰۱۰، جایزهٔ روزنامه‌نگاری جورج پولک برای بهترین فیلم خبری سال ۲۰۰۹ به فیلمی داده شد که یک فرد ناشناس از صحنهٔ جان‌سپردن ندا آقاسلطان برداشته بود. این جایزه از معتبرترین جوایز روزنامه‌نگاری است.

### اپرای ندا
اپرای ندا دارای سه پرده است که هر کدام از آن‌ها دو صحنهٔ مختلف دارد. این اپرا اثر نادر مشایخی، رهبر پیشین ارکستر سمفونیک تهران است که نخستین بار در اُسنابروک اجرا شد. متن آن را آنگلیکا مِسنر (Angelika Messner) و نادیا کایالی (Nadja Kayali) نوشته‌اند و فعلاً متن به زبان آلمانی است.

### انتشار تمبر یاد بود در هلند و ژاپن
با تلاش هواداران جنبش سبز در کشورهای هلند و ژاپن، تمبر یاد بود سهراب اعرابی و ندا آقاسلطان منتشر گردید.

### کریس دی برگ
در تاریخ ۲۰ ژوئن ۲۰۱۰، مصادف با سالگرد مرگ ندا آقاسلطان، آهنگ مردم دنیا (به انگلیسی: People of the World) به مدت یک هفته در وبگاه رسمی کریس دی‌برگ قرار گرفت. وی این آهنگ را به ندا تقدیم کرد و او را نماد حقیقت‌جویی و آزادی‌خواهی و مبارزه با خشونت و سرکوب معرفی نمود.

## واکنش دانشجویان بسیجی
در آذر ماه ۱۳۸۸ دانشجویان بسیجی در مقابل سفارت انگلستان اقدام به تظاهرات کرده و ضمن متهم کردن بی‌بی‌سی به دست داشتن در این حادثه خواستار استرداد آرش حجازی به عنوان قاتل ندا آقا سلطان شدند، در این تظاهرات گروه‌های دانشجویی مانند اتحادیه انجمن‌های اسلامی دانشجویان مستقل دانشگاه‌های سراسر کشور نیز حضور داشتند.

### تئاتر خیابانی قتل ندا
در ادامه آنچه که از سوی بسیج به عنوان صحنه واقعی و چگونگی کشته شدن ندا خوانده شده توسط بازیگران تئاتر به صحنه کشیده شد:
به گزارش فارس، در ابتدای این تئاتر خیابانی یکی از دانشجویان به عنوان مجری شبکه BBC فارسی به ایفای نقش پرداخت. سپس یکی دیگر از دانشجویان در نقش مأمور سازمان جاسوسی انگلیس MI6 مأموریت آرش حجازی برای قتل ندا آقا سلطان را تشریح کرد. وی با دادن مبالغ، اسلحه و بیان نحوه مأموریت آرش حجازی و همچنین دادن بلیت رفت و برگشت به ایران، حجازی را برای انجام مأموریت روانه ایران کرد. در قسمت بعدی این تئاتر، دانشجویی که نقش آرش حجازی را بازی می‌کرد و چهره خود را با تصویر این فرد پوشانده بود، نحوه قتل ندا آقا سلطان را به یکی از همکارانش توضیح داد. قسمت بعدی این تئاتر صحنه قتل ندا آقا سلطان بود. آرش حجازی با حضور در کنار ندا آقا سلطان وی را علیه جمهوری اسلامی و سر دادن شعار تحریک کرده و وی را به گوشه‌ای از محل قتل راهنمایی می‌کرد. همکار وی نیز در این زمینه او را به این کار تشویق می‌کرد و بعد از آن نیز هنگامی که ندا آقا سلطان در حال شعار دادن بود، همکار آرش حجازی از پشت سر وی با اسلحه‌ای که در پیراهن خود پنهان کرده بود، پشت سر ندا آقا سلطان را مورد هدف گلوله قرار داد و وی را به قتل رساند و بعد از آن سوار بر وسیله نقلیه خود، از محل دور شد. در قسمت بعدی آرش حجازی با حضور در محل قتل با ایجاد سر و صدا و هیاهو مردم را به سمت خود و جنازه ندا سوق داد و شروع به سردادن شعارهایی علیه جمهوری اسلامی کرد. این تئاتر خیابانی نیز با سر دادن شعار از سوی دانشجویان به پایان رسید
این نمایش مورد اعتراض خانواده آقا سلطان قرار گرفت و اعلام کردند که تنها مسئولان دولتی را مسبب قتل ندا می‌دانند.

## تجمعات در گورستان بهشت زهرا و همدردی مردم
گروهی از مردم بر سر مزار ندا آقاسلطان حاضر شده و بر روی قبر او گل می‌گذارند. محل دفن ندا آقاسلطان در گورستان بهشت زهرا قطعه ۲۵۷ ردیف ۴۱ شماره ۳۲ است.

### دیدارها با خانواده ندا آقاسلطان
در روز چهارشنبه ۳۱ تیرماه ۱۳۸۸، گروهی از اعضای «کمپین یک میلیون امضا» که برای حقوق زنان مبارزه می‌کنند به دیدار خانواده ندا آقا سلطان رفتند. در این دیدار، اعضای خانواده آقاسلطان از حضور پدر ندا در یکی از برنامه‌های تلویزیونی و معرفی معترضان به عنوان قاتل او، اظهار بی‌اطلاعی کرده و آن را تکذیب نمودند. در این دیدار، مادر ندا آقاسلطان از اظهارات برخی مقام‌های بلندپایه جمهوری اسلامی مانند احمد خاتمی خطیب نماز جمعه تهران و عزت‌الله ضرغامی رئیس صدا و سیما، دربارهٔ سناریو بودن یا ساختگی بودم مرگ دخترش گله کرد و این اظهارات را بسیار تلخ و دردآور دانست. وی گفت که دخترش هم مانند هزاران جوان دیگر که علاقه‌مند به سرنوشت کشورشان هستند، به نتایج انتخابات اعتراض داشت. خواهر ندا آقاسلطان نیز در رد استدلال کسانی که قتل خواهرش را کار مجاهدین خلق یا گروه‌های مسلح ضد حکومتی می‌دانند، محدودیت‌ها و ممنوعیت‌های مقامات حکومتی برای برگزاری مراسم سوگواری را مثال آورد.

### مراسم چهلم
مراسم چهلم ندا آقاسلطان بنا به نظر مادر وی قرار بود در مسجد نیلوفر تهران برگزار شود که به علت عدم موافقت مسجد مذکور طبق دستور دولت، مادر آقاسلطان اعلام کرد مراسم چهلم در بهشت زهرا بر سر مزار او برگزار خواهد شد. پنجشنبه هشتم مرداد ۱۳۸۸ مصادف با چهلم آقاسلطان، بیش از چهل هزار نفر از مردم در قطعه ۲۵۷ بهشت زهرا حاضر شدند و میرحسین موسوی و مهدی کروبی کاندیداهای انتخابات دوره دهم ریاست جمهوری نیز برای شرکت در این مراسم در محل یاد شده حضور یافتند. بر اساس برخی گزارش‌ها نیروهای پلیس و لباس شخصی اجازه پیاده شدن از ماشین را به موسوی ندادند و او را بلافاصله برگرداندند ولی کروبی مدتی در محل ماند؛ اما به‌گفتهٔ وبسایت رسمی حزب اعتماد ملی هم آقای کروبی و هم آقای موسوی توانسته‌اند برای لحظاتی خود را به مزار آقاسلطان رسانده و فاتحه بخوانند. مادر و برادر سهراب اعرابی (از دیگر کشته شدگان حوادث پس از انتخابات) در این مراسم حضور داشتند. نیروهای امنیتی برای پراکنده کردن معترضان با آن‌ها درگیر شده و از باتوم و گاز اشک‌آور استفاده کردند. آسوشیتدپرس به نقل از شاهدان عینی درگیر شدن پلیس را متعاقب تلاش مهدی کروبی برای سخنرانی بر سر مزار آقاسلطان گزارش کرده است. حمله پلیس باعث شد که آقای کروبی مجبور به ترک محل شود و به‌گفتهٔ برخی وبسایت‌های هواداران مخالفان، چندین نفر از یاران کروبی کتک خوردند. همچنین جعفر پناهی کارگردان و مهناز محمدی مستندساز در این مراسم از سوی نیروهای امنیتی بازداشت شدند.
همچنین مراسم چهلم وی در کلن آلمان با حضور عده‌ای از ایرانیان برگزار گردید.

## دستگیری خانواده ندا و نامزدش
در تاریخ ۱۳ شهریور ۱۳۸۸ سازمان عفو بین‌الملل اعلام کرد که حکومت ایران، کاسپین ماکان نامزد ندا آقاسلطان را از تاریخ ۵ تیر ۱۳۸۸ دستگیر کرده و او را تحت فشار گذاشته‌اند تا «اعتراف کند که قتل ندا کار سازمان مجاهدین خلق بوده است.» کاسپین ماکان هم در مصاحبه‌ای با بی‌بی‌سی این مسئله را تأیید کرد. او بیان کرد که به مدت دو ماه در زندان بوده است و «در جریان بازداشتش به‌شدت کتک می‌خورده است و تهدید می‌شد که به اعدام محکوم خواهد شد». کاسپین ماکان همچنین گفت که برخلاف ادعاهای حکومتی ندا فردی سیاسی بود. ماکان ادامه داد: «او (ندا) ذاتاً روحیه رهبری داشت و بسیاری (از معترضان) را به سوی خود جذب می‌کرد. فکر می‌کنم به همین دلیل هدف قرار گرفت. حکومت ایران و مقام‌های امنیتی آن، او را تحمل نمی‌کردند و می‌خواستند که او را از بین ببرند.»
مادر ندا در مصاحبه‌ای که با جرس داشته است از بازداشت ساعتی خود و همسرش در روز ۱۳ آبان خبر داده است. او می‌گوید: «روز ۱۳ آبان به همراه همسرم به قصد شرکت در مراسم این روز به میدان هفت تیر رفتیم. اما همین‌که بسیجی‌ها چهره ما را شناختند به‌شدت ما را مورد ضرب و شتم قرار دادند. او می‌افزاید: آن‌ها سپس برای چند ساعت ما را بازداشت کردند.»

## فیلم مستند «برای ندا»
شبکه HBO مستندی دربارهٔ ندا ساخت که شهره آغداشلو راوی آن بود. مستند از تلویزیون فارسی صدای آمریکا نیز پخش شد و به نوشته گاردین، دولت ایران در زمان پخش آن از ماهواره، با ارسال پارازیت مانع از تماشای آن توسط مردم در داخل ایران شده است. خانواده ندا در این فیلم دربارهٔ او صحبت می‌کنند و فیلم‌ها و تصاویری از زندگی ندا نشان داده می‌شود.

## زهرا (ندا) سلطانی
تصاویری از ندا سلطانی در سال ۱۳۸۸ به جای ندا آقاسلطان در فضای مجازی منتشر شد و بسیاری در مراسم‌های گوناگون عکس‌های او را به جای عکس‌های ندا در دست گرفتند. او در مصاحبه با روزنامه نیویورک تایمز اظهار کرد از سوی وزارت اطلاعات ایران تحت فشار بوده تا به عنوان ندا آقاسلطان مقابل دوربین قرار گرفته و اعلام کند که کل ماجرای قتل ندا توطئه بوده است. او بعد از این ماجرا، از ایران به ترکیه رفته و در کشور آلمان پناهندگی گرفته و در آنجا ساکن شد. او در کتابی به نام چهره‌ام سرقت شده به شرح این ماجرا پرداخت.

### فیلم و تصویر
- تصاویری از زندگی ندا آقا سلطان+مصاحبه با مادر ندا، سی. ان. ان
- ویدیوی کشته شدن ندا (سایت یوتیوب) در یوتیوب
- "برای نداً فیلم مستند شبکه اچ‌بی‌او در یوتیوب، فارسی، ۱ ساعت و ۷ دقیقه، ۲ ژوئن ۲۰۱۰ (ایران در دریافت تلویزیونیِ این فیلم اخلال ایجاد کرد)
- فیلم مستند "برای ندا"، فارسی-عربی-انگلیسی، ۲ ژوئن ۲۰۱۰
- گفت‌گوی شبکه سی‌ان‌ان با سازنده فیلم"برای ندا"
- ویدیوکلیپ (انیمیشن) از ماجرای کشته‌شدن ندا در یوتیوب، انگلیسی، ۷ ژوئن ۲۰۱۰
- مجموعه‌ای از ویدیوهای مختلف درباره ندا، ناشر nedaspeaks.org

### یادبودها
- نام ندا آقاسلطان در رتبه دوم فهرست ده نفره قهرمانان سال ۲۰۰۹ نشریه تایم قرار گرفت.
- نامزد ندا آقا سلطان: ندا فردی سیاسی بود، بی‌بی‌سی فارسی
- مصاحبه با مادر ندا+تصاویری از زندگی ندا آقا سلطان، سی. ان. ان
- مقاله با عنوان چشمان آن دختر
- Sen. John McCain on Iran در یوتیوب

### ترانه‌ها و شعرها
- ترانه‌ای از مهسا برای ندا در یوتیوب
- ترانه‌ای با نام «من نمی‌تونم نفس بکشم» از یک گروه آلمانی برای ندا در یوتیوب
- کلیپ و شعر ندا بانو برای دختر ایران زمین در یوتیوب